# Carl-Bolle-Grundschule
Die Carl-Bolle-Grundschule ist eine staatliche Grundschule in Berlin. Sie befindet sich in Berlin-Moabit, dem ehemaligen Berliner Bezirk Tiergarten, in der Waldenserstraße 20–21. Eine weitere Bezeichnung lautet 7. Grundschule Berlin-Tiergarten.

## Geschichte
Die Schule, die als „240. und 254. Gemeinde-Doppelschule“ erbaut wurde, wurde erst in den 1960er Jahren nach dem Molkereibesitzer Carl Bolle benannt. Erbaut wurde sie zwischen 1900 und 1902 nach Plänen des Berliner Architekten und Stadtbaurats Ludwig Hoffmann, der das Erscheinungsbild Berlins vor allem durch seine öffentlichen Gebäude wie Schulen, Museen und Krankenhäuser nachhaltig geprägt hat. Der skulpturale Dekor des repräsentativen Eingangsportals stammt von dem Berliner Bildhauer Otto Lessing, einem der bedeutenden Bildhauer des wilhelminischen Kaiserreichs. In den Jahren von 2006 bis 2008 wurde das Gebäude unter der Leitung des Berliner Büros Jahn, Mack und Partner umfassend renoviert, modernisiert und den Erfordernissen der aktuellen Grundschulpädagogik angepasst.
Das Gebäude steht unter Denkmalschutz.

## Profil
Die Schule ist eine Ganztagsschule mit den Jahrgangsstufen 1 bis 6. Als Angebote bestehen ein gebundener Ganztagsbetrieb (GGB), Inklusiver Unterricht/Inklusive Erziehung, Lerngruppen für Neuzugänge ohne Deutschkenntnisse, mathematisch-naturwissenschaftliches Profil, Schulanfangsphase mit jahrgangsübergreifenden Lerngruppen, Schulstation sowie ein sportbetontes Profil.
Ab Schuljahr 2022/23 wurde an der Schule das „jahrgangsübergreifende Lernen“ (JüL) abgeschafft, das heißt, dass es an der Schule traditionelle Klassen (1., 2. und 3. Klassen) gibt.